# Odysia isoteles
Odysia isoteles är en fjärilsart som beskrevs av Louis Beethoven Prout 1933. Odysia isoteles ingår i släktet Odysia och familjen mätare. Inga underarter finns listade i Catalogue of Life.